# Помароло
Помароло (итал. Pomarolo) — коммуна в Италии, располагается в провинции Тренто области Трентино-Альто-Адидже.
Население коммуны, на 01.01.2024 года, составляет 2449 человек, плотность населения ─ 256,09 чел./км². Занимает площадь 9,56 км². 
Почтовый индекс — 38060. Телефонный код — 0464.
Покровителем населённого пункта посчитается святой Христофор, день памяти ежегодно отмечается  26 июля.

## Демография
Динамика населения: